# Ladislav Petráš
Ladislav Petráš (Prievidza, 1 de dezembro de 1946) é um ex-futebolista eslovaco, que atuava como atacante.

## Carreira
Tendo jogado por Dukla Banská Bystrica e Inter Bratislava, Petráš defendeu a Tchecoslováquia, seu então país, num total de 19 vezes, marcando 6 gols.
Um de seus gols foi contra o Brasil na Copa do Mundo de 1970, abrindo a contagem - a Seleção Brasileira posteriormente venceria de virada por 4 a 1. Sua comemoração ficou famosa, por ter feito o sinal da cruz, demonstrando sua fé católica contra o regime ateu pregado pelo governo comunista de seu país. Ainda naquela Copa, admirado, Jairzinho também faria o mesmo.
Petráš também participou da conquista do título da Eurocopa 1976, sobre a então campeã do mundo Alemanha Ocidental, no que foi a maior conquista do futebol da Tchecoslováquia - e ainda é a dos países que dela se formaram. 

## Títulos
- Eurocopa: 1976